# Стряха
Стряхата или Стрехата (изписване до 1945 година: Стрѣха) представлява силно изнесен корниз на сграда.
Получаването ѝ е в резултат на просто или двойно наддаване на гредите от покривния гредоред и ребрата над тях. Тя създава впечатление за завършеност на сградата. Ширината ѝ е различна, като достига до 1,5 – 2 m. Състои се от греди и ребра на покривната конструкция, които са обшити с дъски и профилирани летви или измазани. При по-богатите къщи стрехите са изписани.